# 네이버 블랙박스동호회
네이버 블랙박스동호회는 대한민국의 자동차용 블랙박스(대시캠) 커뮤니티 사이트이다.

## 역사
- 2008년 12월 11일 - 네이버 블랙박스동호회 개설
- 2019년 10월 7일 - 제네시스 GV80 카페로 매매 양도 (이름 변경)
- 2020년 3월 17일 - 올뉴아반떼 CN7 카페로 이름 변경

## 같이 보기
- 대시캠(Dashcam)